# アラスカの歴史

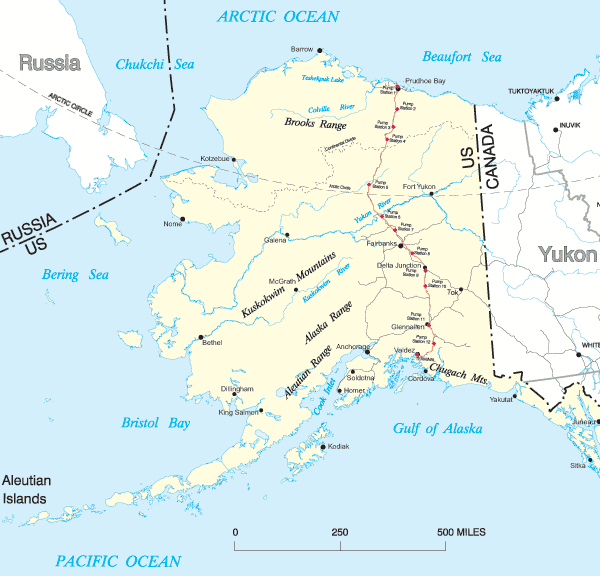
アラスカ州の地図

アメリカ合衆国の一部としてのアラスカの歴史（アラスカのれきし）は1867年に始まるが、この地域の歴史は旧石器時代 (紀元前12,000年頃) にまで遡ることができるとされている。一番早く住み着いたのはベーリング地峡を渡り、アラスカ西部に辿り着いたアジア人のグループである。コロンブスの新大陸発見以前にアメリカにいた先住民のうち、ほとんどではないにしても多くがこの地峡を渡ってアメリカにやって来た。ロシアの探検家を通じてヨーロッパとの接触が始まる頃には、この地域にはイヌイット等の様々な先住民が住んでいた。
アラスカについての文書に残る歴史のほとんどはヨーロッパによる植民にまで遡る。ロシア海軍の聖ピョートル号に乗ったデンマークの探検家ヴィトゥス・ベーリングがアラスカを「発見」したと記録されているが、先に発見したのは聖パーヴェル号に乗ったアレクセイ・チリコフであった。彼は1741年7月15日、現在のシトカ市で陸地を発見した。ロシア・アメリカ会社はすぐにカワウソの狩りを開始し、アラスカ沿岸の殖民の支援を始めたが、高い船賃がネックになって経営はうまくいかなかった。
1867年4月9日、アメリカ国務長官のウィリアム・スワードが720万ドル（2005年現在の価値で9000万ドル）でアラスカを購入した。1958年7月7日、大統領ドワイト・D・アイゼンハワーはアラスカを連邦に加えることを認めるアラスカ州法にサインし、1959年1月3日、アラスカは連邦の49番目の州となった。
1964年3月27日、マグニチュード9.2を記録するアラスカ地震が発生し、131人が犠牲になり多くの村々が壊滅した。1968年に油田が発見され、1977年トランス・アラスカ・パイプラインが完成すると原油生産による収入で人口が増加に転じ、インフラ整備が進んだ。1989年、エクソン・バルディーズ号がプリンス・ウィリアム湾で流出量1100万ガロンから3500万ガロンに及ぶ原油漏れ事故を起こし、沿岸は1600キロに亘って汚染された。現在州の半分以上は連邦政府によって所有されている。豊富な資源をめぐって連邦と州との間で議論が続いているが、北極野生生物国家保護区にまつわる政治的な争いもある。

## 先史時代
旧石器時代

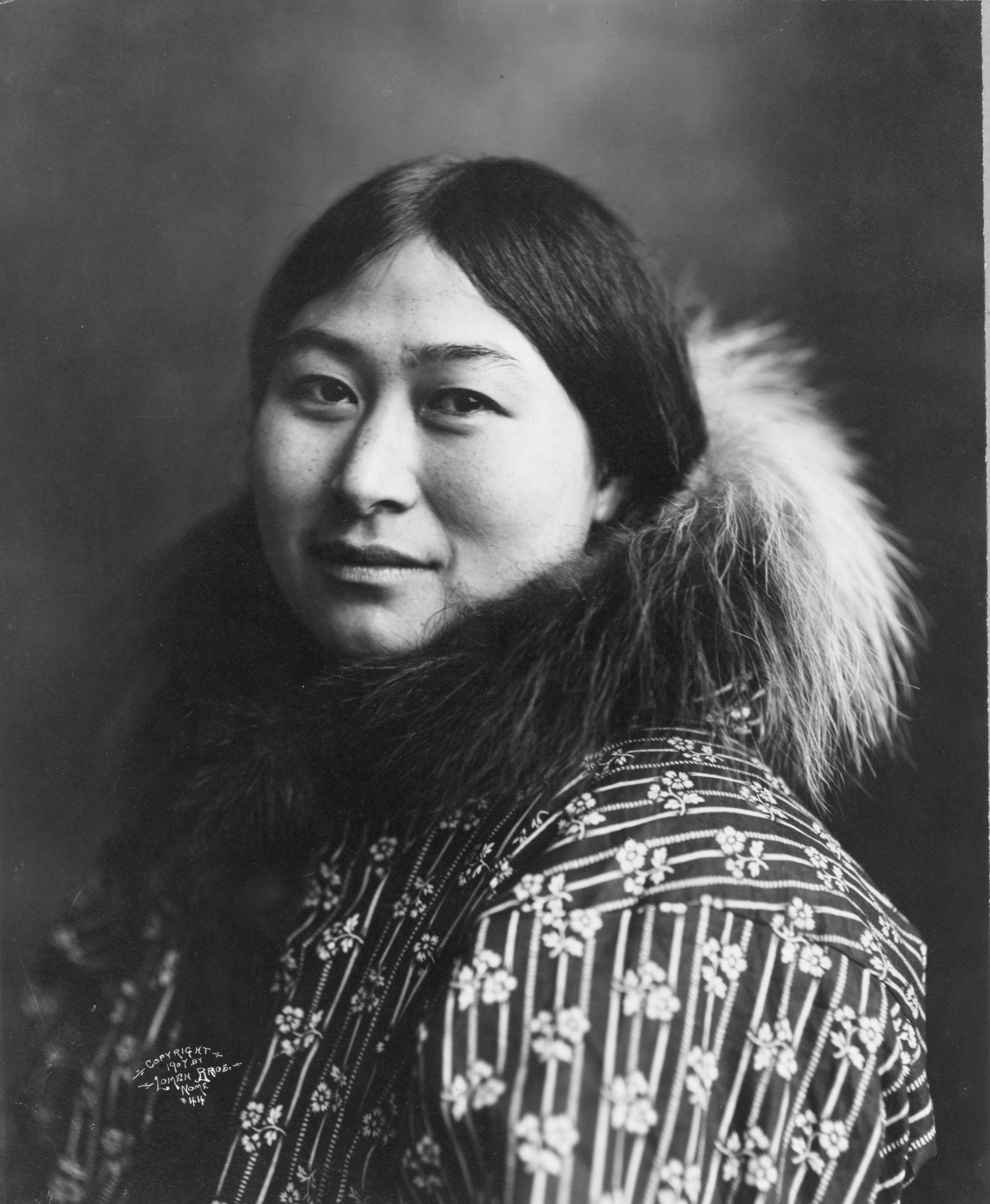
イヌイットの女性 1907年頃の写真

紀元前1万6千年から1万年の間、旧石器時代の人々はベーリング地峡を渡って時折アラスカ西部に移り住んでいた。彼らの行く手を阻んでいた分厚い氷は最終氷期が終わると消え、カナダ西部に至る回廊が現れた。
やがて、アラスカはイヌイットやその他先住民が住む地域となった。今日、こうしたアラスカの先住民たちはいくつかのグループに分類されている。南西部沿岸に住む部族（トリンギット、ハイダ族、ティムシャン)、アサバスカン、アレウト族、そしてイヌピアット族とユピックの二つのグループである。
トリンギット、ハイダ、アサバスカンはポトラッチと呼ばれる激しい贈答の応酬を行っていた。気前の良さを見せつけるために、自分の財産の全てを投げ打ったり、壊してしまったりするのである。ポトラッチでは、家族の歴史が暗誦され、供え物が先祖に奉げられる。アレウト族の社会階級は3つに分けられていた。年長者や捕鯨の才能を持つ者たちで構成される名誉ある地位、平民、そして奴隷である。名誉ある地位の人々は死ぬとミイラにされ、奴隷がしばしば名誉のうちに殺された。彼らは罠や棍棒、槍、弓矢を使って狩猟生活をしていた。

## 18世紀

### ロシア領アラスカ

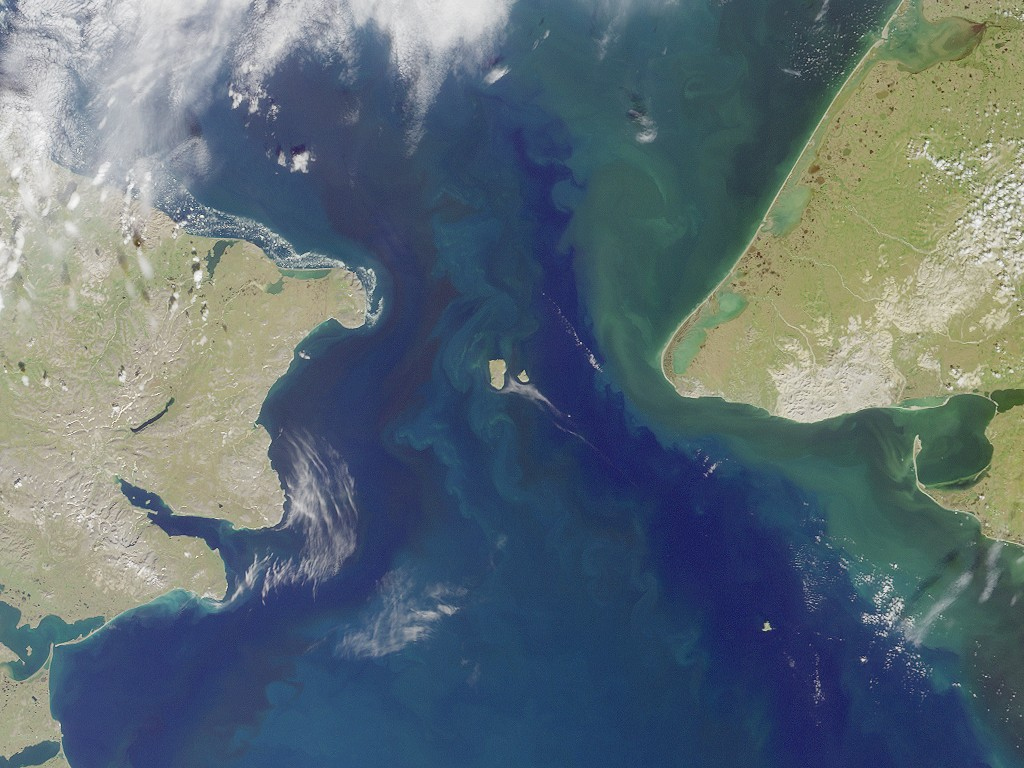
ベーリング海峡で隔てられたロシアとアラスカの間の距離は85キロほどである。

最も古い文献は、最初にアラスカに来たヨーロッパ人がロシア人であることを示唆している。それによれば、シベリアを探検したセミョン・デジニョフと商人のフェドット・アレクシーヴがシベリア探検を始めた1648年頃からロシア人が移り住んで来たというが、それを裏付ける確かな証拠はない。
ロシア海軍聖ピョートル号に乗ったデンマークの航海士ヴィトゥス・ベーリングがアラスカを「発見した」と信じられている。1741年1月、聖ピョートル号のベーリングと聖パーヴェル号の船長アレクセイ・チリコフはカムチャツカの港ペトロパブロフスクを出港した。アレクセイは1741年7月15日、現在のシトカ市を発見した。ベーリングの船は難破し彼は死んだが、なんとか生きのびた船員たちはアザラシの毛皮を携えてロシアに帰還した。ベーリングの探検によって、北アメリカが世界でもまれに見る良質の毛皮の産地であることが分かり、ロシア人は早速アザラシ漁を始め、アラスカ沿岸に植民をした。しかし船賃が高くつくことで、植民地経営が利益を生まないことが分かった。ちなみに乱獲によって絶滅したステラーカイギュウの名の元になったドイツの博物学者ゲオルグ・ヴィルヘルム・ステラーはベーリングの船に乗っていた。
ロシアはすぐに狩猟と交易を扱う部署を作った。1762年にツァーリになったエカチェリーナ2世は、アレウト族に友好的な態度を示し、彼らを公平に扱うよう臣民に申し渡した。しかし毛皮を求めるハンターたちにとってはアレウト族の平穏な生活は大した問題ではなかった。1784年、後にロシア＝アメリカ会社を立ち上げることになるグレゴリー・シェリコフがThree Saints と St. monの二隻の船でコディアック島にやってきたが、現地人が繰り返し攻撃してきたためシェリコフは数百人を殺して人質を取り、彼らに服従するよう迫った。コディアック島での権威が確立されると、シェリコフは島のThree Saints湾に最初の居留地を作り、現地人にロシア語の読み書きを教えるための学校を作り正教を伝えた。
1790年、ロシアに帰ったシェリコフは会社を任せるためにアレクサンドル・バラノフを雇った。ロシア人以外のヨーロッパ人がアラスカ東南部の原住民と交易することを恐れたバラノフは、現在のシトカ市の北10キロの地点にミハイロフスクを作った。ロシア・アメリカ会社の支配人であり初代アラスカ総督でもあったバラノフは、彼の過酷な統治に反対するトリンギット族に1804年シトカの戦いで勝利すると、アメリカにおける毛皮取引の支配力をいっそう強めていた。しかし、乱獲によるラッコの減少、イギリスのハドソン湾会社との毛皮交易競争、船の調達をアメリカ人に頼っていたこと、アラスカからロシアまでの毛皮の輸送経費がかかることなどにより、経営は悪化していった。
この時期のロシア・アメリカ会社の総督や探検家らの名前は、アレクサンダー諸島（アレクサンドル・バラノフにちなむ）やランゲル島（フェルディナント・フォン・ウランゲルにちなむ）ほか多数の場所に残っている。
1823年からアリューシャン列島のウナラスカで正教伝道を始めたアラスカのインノケンティは、アレウト語の表記法を考案し、アレウト語で聖書の一部と正教要理を翻訳。アレウト人に対する伝道を行い、さらに地誌、アレウト人の民俗の研究を行った。これらの研究成果は関連する現代の研究者にとり貴重な資料となっている。

### スペインによる植民地化の動き
ロシアの領土的拡大を恐れたスペインのカルロス3世は1774年から1791年にかけて繰り返しメキシコから探検隊を送った。サンティアゴ号に乗った大尉ブルーノ・デ・ヘゼタ率いる第二次探検隊90人は北西太平洋をスペインのものにするべく1775年3月16日サンブラスを出航した。当初ユアン・マヌエル・デ・アヤラの指揮下に入っていた付き添いのヘゼタは僚船セニョーラ号を提供した。全長11m、乗組員16人のこのスクーナー船は海岸線の予備調査と地図作成、それに前回の航海で船体の大きなサンディアゴ号が近づけなかった場所で陸地発見する任務を帯びていた。こうして準備が整い、この探検隊が訪れたメキシコ以北の陸地はスペインがその領有権を正式に主張できるようになったのである。
二隻の船はワシントン州のPoint Grenvilleまで共に北上した。この地の名はHezetaがキノート族からの襲撃を受けて名づけたものである。1775年7月29日の夕方、二隻は別々に分かれて進むことにした。サンティアゴ号は現在のワシントン州とカナダの境界を目指して進んだ。一方副官ファン・デ・フーカが舵を取っていたセニョーラ号は指令どおり海岸線に近づき、ついに8月15日、北緯59°のシトカ湾に入った。スペインはそこで自らの主権を示すために多くの山や入り江に名前をつけたが、サン・ジャシントと名づけた山は三年後にイギリスの探検家ジェームス・クックによってエッジカンブと改名されてしまった。
航海の間中、二隻の乗組員たちは食糧不足や壊血病などの困難に苦しんだ。9月8日、二隻は再び行動を共にし、サンブラスへの帰路に着いた。
1791年、スペイン国王はアレサンドロ・マラスピナに、北米の北海岸にあるとされる「北西航路」を調査するよう命じた。彼はアラスカ沿岸をプリンスウィリアム湾まで調査した。ヤクタット湾では、探検隊はトリンギット族に接触した。スペインの学者はトリンギット族についての社会、言語、経済、兵法、埋葬法についての研究を残している。同行した芸術家のトマス・ド・スリアとジョゼ・カルデロは部族の肖像画と日常生活を描いた作品を残している。ヤクタト湾とアイシー湾 (Icy Bay) の間にある氷河は後にマラスピナ氷河と名づけられた。
やがて北太平洋における競争が彼らにとって重い負担を強いることを知ったスペインは、1819年に全てを引き上げて領有権を放棄した。今日では、マラスピナ氷河とバルディーズという地名にスペインの面影が残るのみである。

### イギリスの影響力
イギリス人移住者の多くは海路でこの地にやってきて交易のための居留地を点々と作っていた。1778年、「北西航路」を捜索する最後の冒険航海の途上にあったジェームス・クックは、HMSレゾリューション号に乗りカリフォルニア州からベーリング海峡までの地図を作りながら北アメリカの西海岸沿いを北上した。旅の途中で、彼は現在クック湾として知られる巨大な入り江を発見したが、これは入江であり北西航路の入り口ではなかった。ちなみにクック湾の名は1794年、クックの名誉を称えるために彼の部下ジョージ・バンクーバーによって名づけられたものである。ベーリング海峡は越えるのが難しいと分かっていたが、リゾリューション号と僚船ディスカバリー号は何度も船で通り抜けようと挑戦した。結局彼らは北西航路通過をあきらめ、1779年、ハワイに帰港するためベーリング海峡を去った。
北西航路調査のためにアラスカを訪れているクックに対して、ロシア側は自分たちのアラスカにおける支配力を印象付けようとした。しかしクックはロシア側は単なるハンターと交易商人の寄せ集めにすぎないと考えていた。アラスカを去ったクックはハワイで死去するが、彼の部下たちは中国・広州へ向かい、そこでアラスカで買ったラッコの毛皮を高値で売りさばいた。クックの冒険によって、スペインの航跡をなぞるかのようにイギリスの航海に拍車がかかった。19世紀前半、ハドソン湾会社によって設立された三つの駐屯地は、ユーコン要塞、スティッキン川、そしてアラスカで唯一英米露の三国に支配されていた町ランゲルに置かれていた。

## 19世紀

### ロシア・アメリカ間の合意

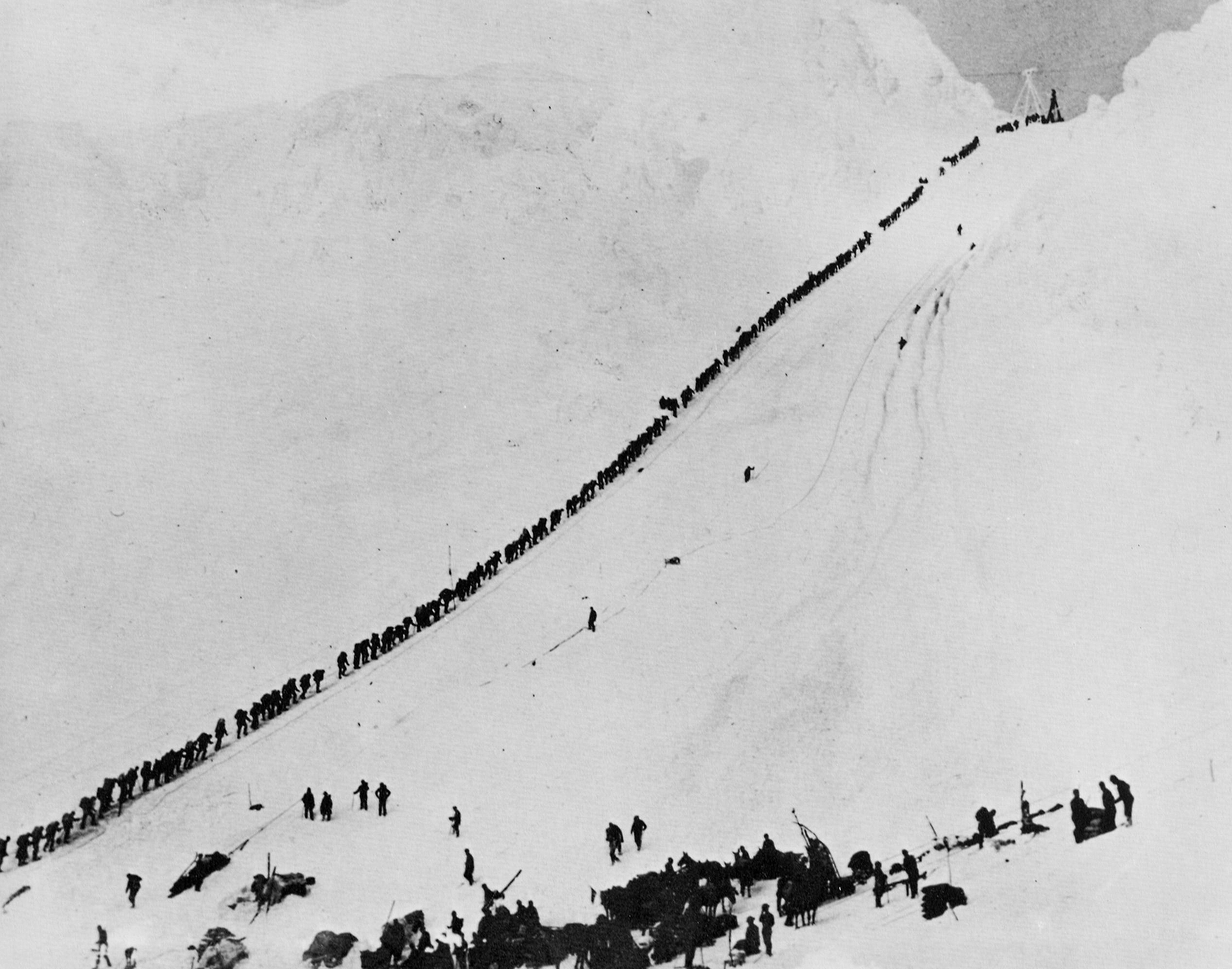
クロンダイク・ゴールドラッシュ。チルクート峠を登る鉱夫と山師たち

ロシア国内の財政事情の悪化、アラスカがクリミア戦争を戦ったイギリスの手に落ちることへの恐れ、居留地が大して利益を上げないこと、これら全ての要因がロシアをアラスカ売却へと駆り立てた。1867年4月9日、アメリカ国務長官のウィリアム・H・スワードが720万ドルでアラスカを購入した。
720万ドルは2023年時点の価値(インフレ率)で換算すると2億2838万ドル(日本円で約340億円)である。シトカに星条旗が掲げられた10月18日は現在アラスカの日となっている。領有国の変更に伴い、当時の日付変更線は西にずらされ、アラスカはユリウス暦からグレゴリオ暦に改められた。そのため、1867年10月6日金曜日の次の日は1867年10月18日金曜日となった。日付変更線の移動によって二日続けて金曜日が来たのである。この買収は「スワードの愚行」「スワードの冷蔵庫」と言われ、当時は評判が良くなかった。しかし後に金が発見されたことでこの買収が無駄ではないことが分かった。
1867年から1877年までは陸軍省の管轄に置かれ、1879年までは財務省、1884年までは海軍省が管轄した。1884年アラスカは司法権を持つ属領地となり、学校、連邦地方裁判所が設置された。アラスカが買収された時、広大な地域はまだ探検隊が入ったことのない土地だった。1865年、ウエスタンユニオンがアラスカからベーリング海峡を抜けてアジアを結ぶ電話線を敷設した。この地域の最初の科学的な調査が行われユーコン川の全域の地図が作られた。アラスカ商業会社と軍は1890年代のアラスカ探検に寄与し、川沿いに多くの交易所を設けた。

### 属領地アラスカ

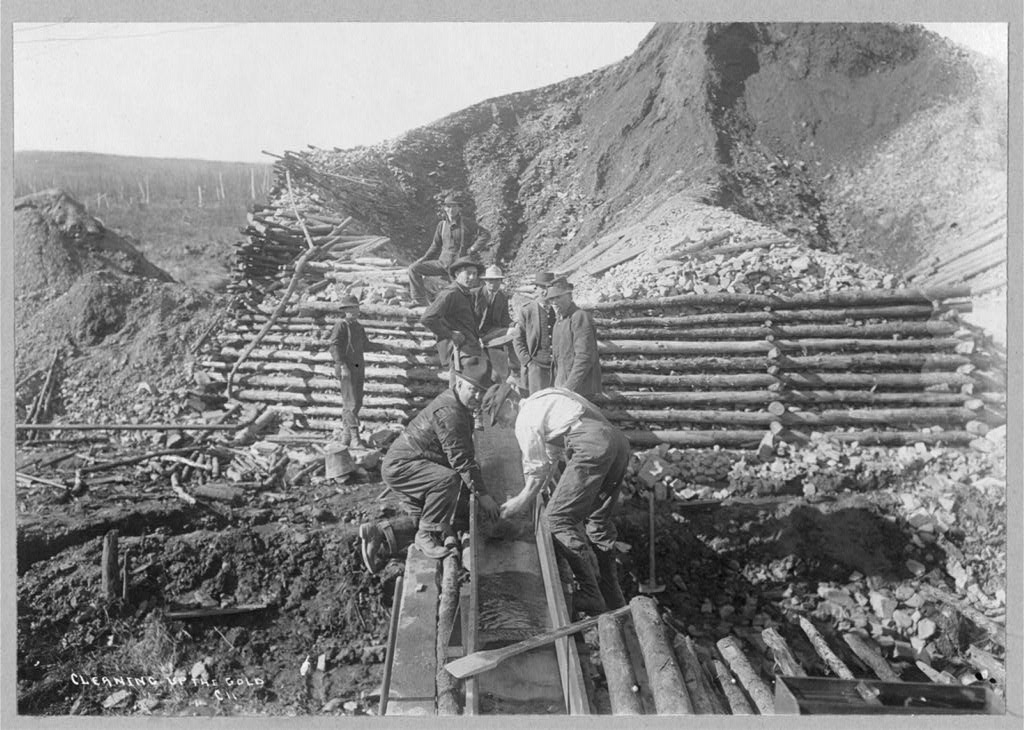
金を洗い出すアラスカの山師 1916

1884年、この地域は属領地アラスカとなった。このころワシントンD.C.の議員たちは南北戦争後の国内再建問題に取り組んでいたので、アラスカに構っている暇はなかった。1896年、隣接するカナダ・ユーコン準州での金の発見とゴールドラッシュは、大勢の鉱夫をアラスカへも引き付けた。当時はまだアラスカに金があるかどうかは定かではなかったが、内陸のユーコンとの中継でアラスカの港は大きく儲かった。
1899年、アラスカでもノームで金が発見されゴールドラッシュが起こり、フェアバンクスやルビー等の町が作られるようになった。1902年、アラスカ鉄道の建設が始まり、1914年にはスワードとフェアバンクスを結んだが、現在にいたるまでアラスカとアメリカ合衆国本土48州を結ぶ鉄道は建設されていない。しかし道路の建設により、ワシントン州への移動が数日短縮された。1900年代前半には銅鉱、漁業、缶詰製造業が盛んになり、大きな町々で合わせて10の缶詰工場が作られた。

## 20世紀

### アラスカ準州

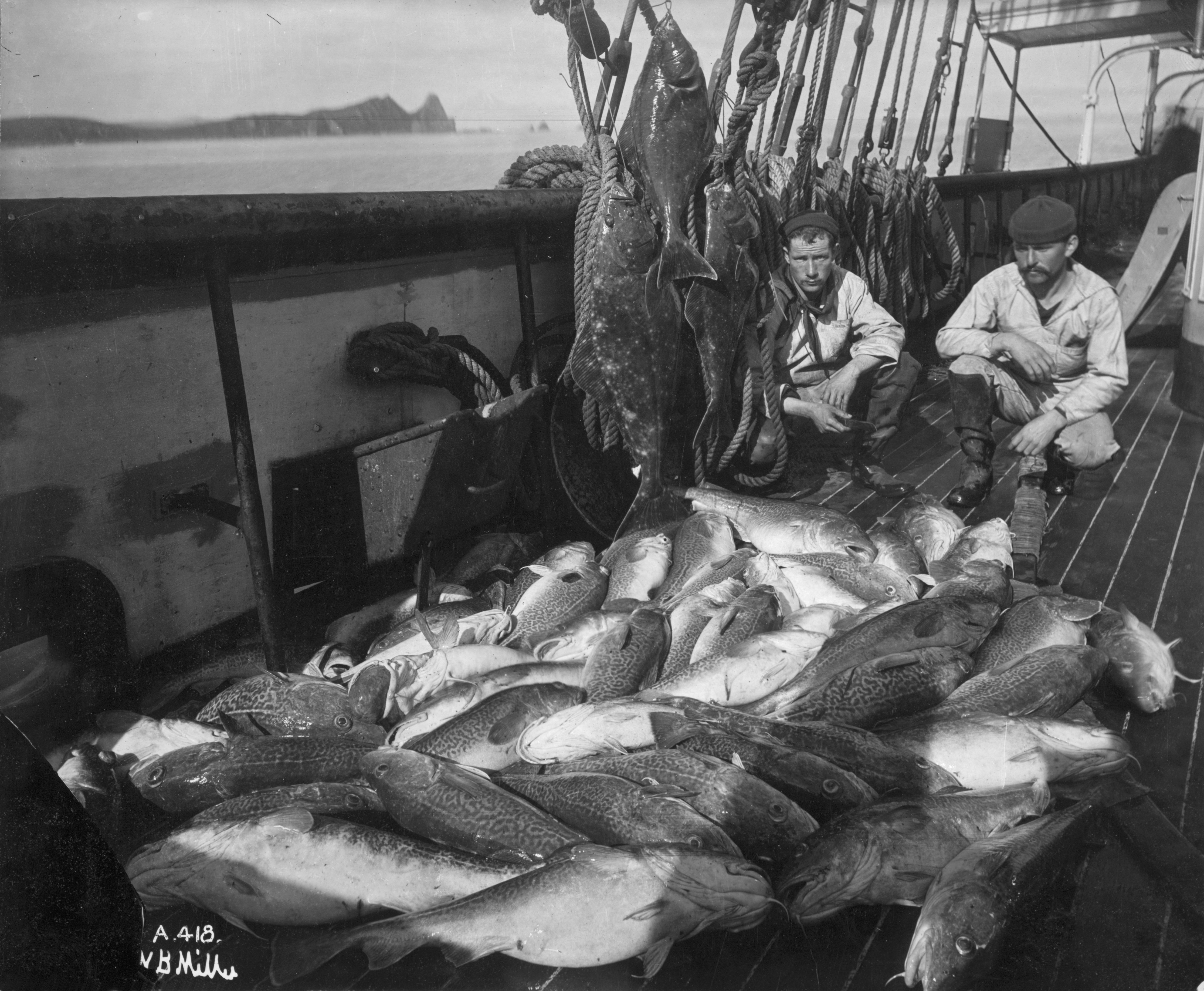
20世紀初頭のアラスカの漁船。鱈と鰈の漁をしている。

20世紀を迎える頃、漁業はアリューシャン列島に足がかりを得た。タラとニシンの塩漬け加工が行われ、鮭の製缶工場もできた。もうひとつの伝統的な職業、捕鯨は乱獲のことが全く考えられないまま続けられた。そのため鯨油を狙われたホッキョククジラは一時絶滅の危機に瀕したが、現在では商業捕鯨が下火になったために個体数に影響を与えない程度なら先住民が捕獲できるほどまでに回復した。アリューシャン開発から間もなく、アレウト族は生活必需品であるアザラシとラッコの毛皮の枯渇のために深刻な問題に直面するようになった。彼らは食料としての目的以外にも、毛皮をボートの船底として使っていたので漁ができなくなってしまったのである。アメリカ人はアラスカの奥地や北極圏にまで立ち入り、クマの毛皮や魚、その他先住民が必要な獲物を持ち去っていった。
アラスカ購入以来カナダさらにはイギリスとの間で論争が続いてきたアラスカ国境問題について、1903年に調停が成立し、互いの求めていた国境の中間的な線が引かれて決着した。
1912年、連邦議会がSecond Organic Actを通過させたことで、アラスカはアラスカ準州となった。1916年には人口が5万8000人になっていた。連邦議員James Wickershamはアラスカの州への格上げに関する最初の案を提出したが、当のアラスカの住民の関心を引かなかったために失敗した。1923年のハーディング大統領のアラスカ訪問の時でさえ、州への格上げが関心を呼ぶことはなかった。アラスカはSecond Organic Actによって四つの地域に分割されていた。州都ジュノーを抱え、最も人口が多い地域は他の三つの地域から分離して州になれないかと考えていた。52もの連邦機関があるこの地域にとって、統治運営の方法は大問題だった。
1920年ジョーンズ法により、星条旗を掲げる船舶は合衆国で建造し、合衆国民が所有し、合衆国の法律の下で文書を作成することが義務付けられた。そのためアラスカと外部とを結ぶ物流はアメリカの運送会社がシアトルで一手に引き受けることとなり、アラスカはシアトルのあるワシントン州への依存を強いられた。しかし連邦最高裁の下した判断は、アラスカは準州に過ぎないから憲法に定めるところの「州は他の州の商行為を支配すべきではない」との条項は適用されないというものだった。この状況を利用してシアトルの海運会社は船賃を吊り上げた。
大恐慌によってアラスカ経済の生命線である水産物と銅の価格は下落した。賃金は下がり就労者の数は半数以下になった。1935年、大統領フランクリン・ルーズベルトは農業地域に住む国民のための出直し案として、アラスカのマタヌスカ＝スシトナ谷に移住して農業で自給自足させればいいと考えた。アラスカが自分たちの州と気候が似ていて住み易いと考えた、ミシガン州、ウィスコンシン州、ミネソタ州といった北部の州からの移住者が多くやってきた。コンゴ向上協会連合は大統領にアフリカ系アメリカ人400人をアラスカに移住させて欲しいと頼んだが、北部の州からの移住者のみが開拓者にふさわしいという偏見によって訴えは拒絶された。
アラスカの探検と移民は飛行機の発明なしにはありえなかっただろう。飛行機によって膨大な数の移住者が州の中央部に住めるようになり、人とモノの迅速な移動を可能にした。しかし、アラスカ特有の悪天候のためと人口あたりのパイロットの数が多いことから、州全域に1700以上もの航空機事故発生地が散在している。また、第二次世界大戦と冷戦中の軍の航空訓練生の事故も数多く記録されている。

### 第二次世界大戦

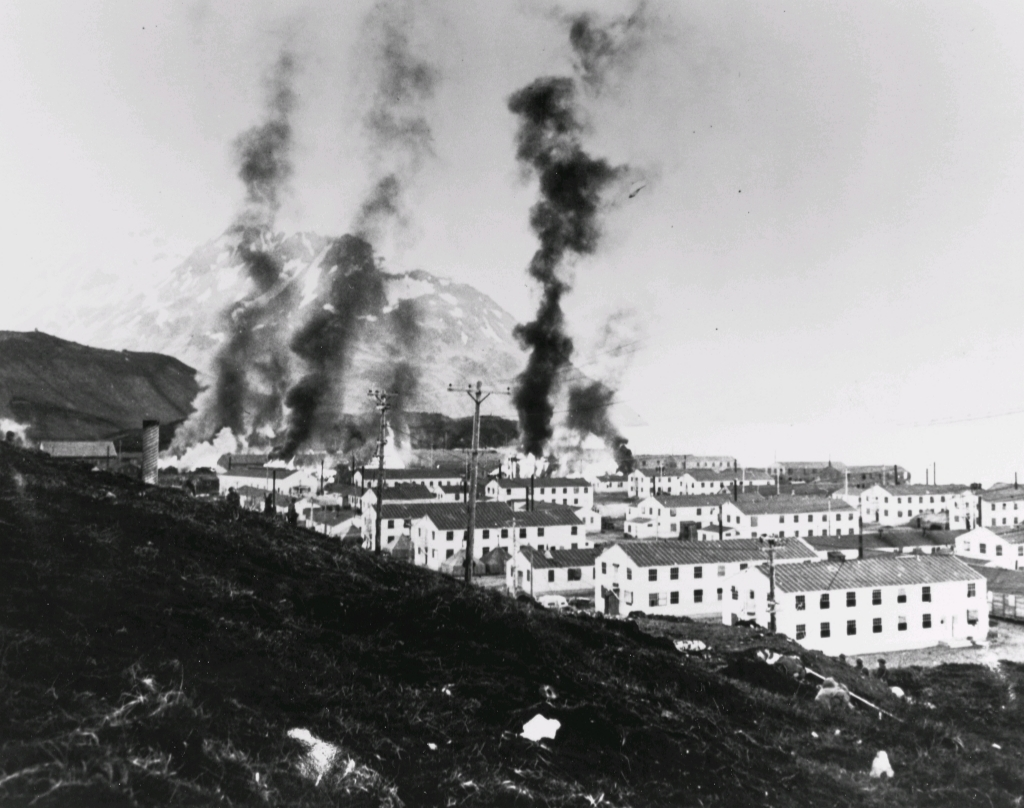
1942年6月3日、ダッチハーバーにおける日本軍の最初の爆撃

アリューシャン列島の三つの島アッツ島、アガッツ島、キスカ島は、グアム島やウェーク島などとともに第二次世界大戦中アメリカ合衆国が日本軍に占領を許した数少ない、そしてその後に州の領域としてアメリカの主権が完全に行使されるようになった領土では唯一の地域である。
日本（大日本帝国）は世界の他の地域で行われている戦闘から敵の注意を逸らさせるために侵攻したが、隣接する合衆国に対して作戦を展開するための基地として使う意図もあった。1812年の米英戦争以来、合衆国の土を踏んだ外国の軍隊はいなかった。その敵から国を守る戦いとして、この地での戦闘はアメリカのプライドをかけた戦いになった。日本にとってはアリューシャンからアラスカ、そしてアメリカ本土へ前進する攻撃拠点を確保する実利的な意味があった。
1942年6月3日、日本軍はウナラスカ島にある米海軍基地ダッチハーバーを空襲した。米軍はかろうじて空からの攻撃を持ちこたえ、基地は耐え残った。続く二度目の攻撃による被害は軽微なものだった。6月7日、日本軍はキスカ島とアッツ島に上陸し、村々を制圧した。村人たちは日本に連れて行かれ抑留された。プリビロフとアリューシャンの村人たちは合衆国がアラスカ東南部に避難させた。
1942年秋、米海軍はアダック島に基地を築き始め、1943年5月11日、米軍は失地回復すべくアッツ島に上陸した。アリューシャン方面の戦いは二週間以上もかかった。輸送潜水艦隊が米軍の駆逐艦に阻まれ引き返してしまい、救助の望みがなくなった日本軍は最後の一兵まで戦った。5月29日、日本軍守備隊の山崎保代司令官以下の玉砕攻撃を米軍が撃退し、遂にアッツ島の戦いは終わりを迎えた。敗北後も少数の日本兵はこの小さな島に三ヶ月ほど隠れていた。敵に発見されると、彼らは降伏せずに自決した。アメリカ側の死傷者3929人の内訳は、戦死者549人、負傷者1148人、1200人が重度の凍傷にかかり、614人が病気で死亡、日本軍のブービートラップや味方の誤射により318人が死亡した。一方、日本軍守備隊2650人は捕虜となった28人を除く約99%が戦死・戦病死した。
アメリカは今度はもう一つの占領された島、キスカに狙いを定めた。6月から8月まで、この小さな島に大量の爆弾が落とされた。約6000人の日本兵がアリューシャンの濃い霧に紛れて7月29日に輸送船で脱出した後、米軍は8月15日に無人のキスカ島へ上陸作戦を実施し、同士討ちで約100人の戦死者を出した（キスカ島撤退作戦）。戦後、日本での抑留を生き延びたアリューシャンの先住民は、占領された3島が防衛するには遠すぎると考えた連邦政府によってアトカ島に移住させられた。
第二次世界大戦勃発を受けて1942年に完成したアラスカ・ハイウェイは、ベーリング海峡の対岸にある同盟国ソヴィエト連邦への物資の陸路輸送ルートとなった。モンタナ州グレートフォールからカナダ領内を経由してフェアバンクスまで続くこの道は、アラスカとアメリカの他の地域を結ぶ最初の強固な絆となった。軍事基地の建設もアラスカ各都市の人口増加に寄与した。アンカレッジでは1940年に4200人だった人口が戦争終結の1945年には8000人に増えていた。

### 州への昇格
20世紀になる前からアラスカを州に格上げしようとする動きはあったが、48州の連邦の議員たちが心配していたのはアラスカの人口が少なすぎること、遠く離れていて孤立していること、合衆国に加える価値があるほどには経済が安定していないことだった。第二次大戦と日本軍の侵略はアラスカの戦略的な重要性を浮き彫りにしたので、格上げ問題はより真剣に語られるようになった。しかしケナイ半島のスワンソン川での石油の発見がアラスカのイメージを変えた。1958年7月7日大統領ドワイト・D・アイゼンハワーはアラスカ州法に調印してこれを合衆国法に加え、1959年1月3日の連邦加入への道筋をつけた。準州都だったジュノーはそのまま州都になり、ウィリアム・A・エガンが最初の州知事になった。
アラスカは他の州と同じような郡 (county) がない。代わりにアラスカはアラスカ独自の郡 (borough) と国勢調査地域 (census area) から成る 27の地域に分けられている。郡 (borough) と国勢調査地域 (census area) の違いは、前者がそれぞれに独自の政庁を持つのに対して後者がアメリカ合衆国統計局が統計調査のためだけに人工的に区切った地域である、という点である。郡に組み込まれていない地域はアラスカ州政府が言うところの「未組織の郡 (unorganized borough)」を成していて、郡地域で行われている行政サービスを州政府自らが請け負っている。

### アラスカ地震

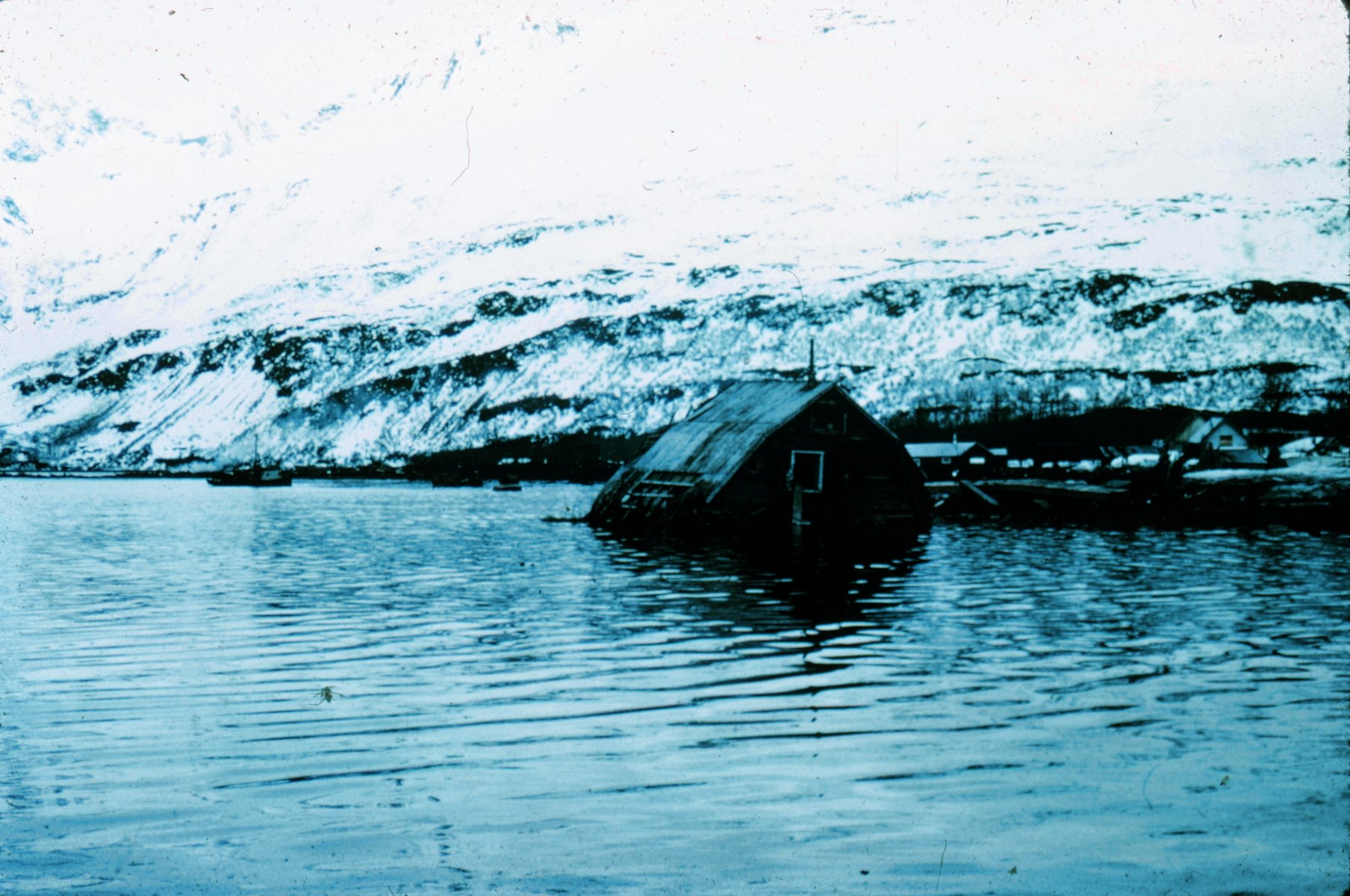
地震の後上昇した海面

1964年3月27日、アラスカ地震がアラスカ南部の中央部を襲った。大地を四分間に亘って攪拌した地震はマグニチュード9.2を記録した。この地震は記録に残っているうち最も大きな地震の一つで、死者は131人に上った。死者のほとんどは津波に飲み込まれた人たちである。津波はヴァルディーズとchenegaの町を分断した。上げ潮は鮭の遡上を寸断し、川のあちこちにできた新たな障壁のせいで魚は上流の産卵場所に帰ることができなくなった。バルディーズとコルドバの港は修理した後だったが土石流に遭い、被害を免れた場所も火災で壊滅した。バルディーズではドックに入っていたアラスカ蒸気船社の船が波に持ち上げられて海に出てしまったが、ほとんどの工員は生き残った。クック湾沖のターンアゲインアーム (Turnagain Arm) では木々がなぎ倒されバンガローが泥に埋まった。コディアックでは、大波がアフォグナック村、オールドハーバー、カグヤックをなめ尽し、他の村々にも被害が出た。またスワードでも港が壊滅した。

### アラスカ先住民権益措置法

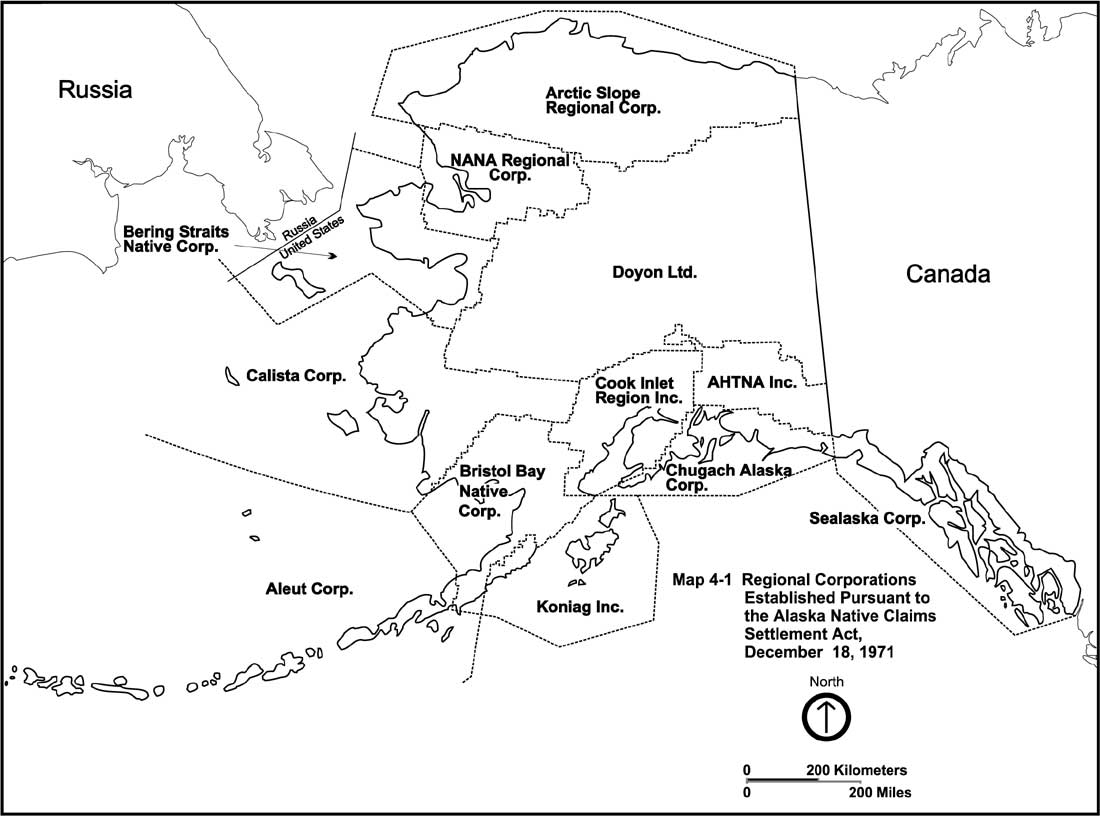
アラスカ先住民権益措置法により、地域の協力組織が作られた。

大災害により被害を受けたアラスカの村々の多くは立ち直った。60年代、アラスカ先住民は国政や州の政治に参加するようになった。ヨーロッパ人が来てから200年以上経ったこの時、様々な来歴を持つ部族は一つになって自分達の土地が奪われてきたことに抗議の声を上げた。政府は重い腰を上げようとしなかったが、1968年アメリカの石油会社ARCO (Atlantic Richfield Company) が北極海沿岸のプルドー・ベイ (Prudhoe Bay) で石油を発見したことから風向きが変わり、土地所有の問題が議論に登るようになった。僻地での石油掘削と遠く離れた南部48州への輸送という困難を解決するためには、震災から復興したバルディーズまでパイプラインで石油を運ぶのが一番だと考えられた。バルディーズで石油を船積みし、海路で南に運ぼうというのである。この計画は承認されたが、パイプライン建設に関しては先住民たちの訴えが解決するまでは認められなかった。
オイルマネーが絡んでくるに及んで、先住民との和解が喫緊の課題となった。1971年、アラスカ先住民権益措置法 (Alaska Native Claims Settlement Act) が成立し、先住民は祖先の土地についての権利を主張するのをやめた。見返りとして、4400万エーカーに上る土地への立ち入りが認められ、9億6300万ドルが支払われた。土地と金は地域や村の組織に分配された。ある者は賢く基金を作ったが、そうしなかった者たちは土地があるばかりで金がない状態になった。この和解によって、先住民たちは侵略の賠償を得、アメリカ随一の資源埋蔵量を誇るアラスカに住む人々は石油で生計を立てることができるようになったのである。

### トランスアラスカパイプライン
アラスカ北極圏とバルディーズの間には、三つの山脈、活断層、不安定な沼地と凍土、カリブーとヘラジカが移動に使う小道がある。不安定な地盤の悪影響を和らげ、動物の移動を阻害しないために、全長1300kmのトランス-アラスカ パイプライン システムの半分は高架状になっている。こうすることで、永久凍土が融けるのを防ぎ、地形を自然のままに残すことができるのである。また地震による破断が起こらないように、パイプラインはジグザクに配置してゆとりをもたせている。初生産の原油は1977年7月28日バルディーズに到着した。パイプライン敷設とバルディーズ港のタンカー埠頭建設、12のポンプ基地、ユーコンリバーブリッジなど全ての付帯事業にかかった総額は80億ドルに達した。

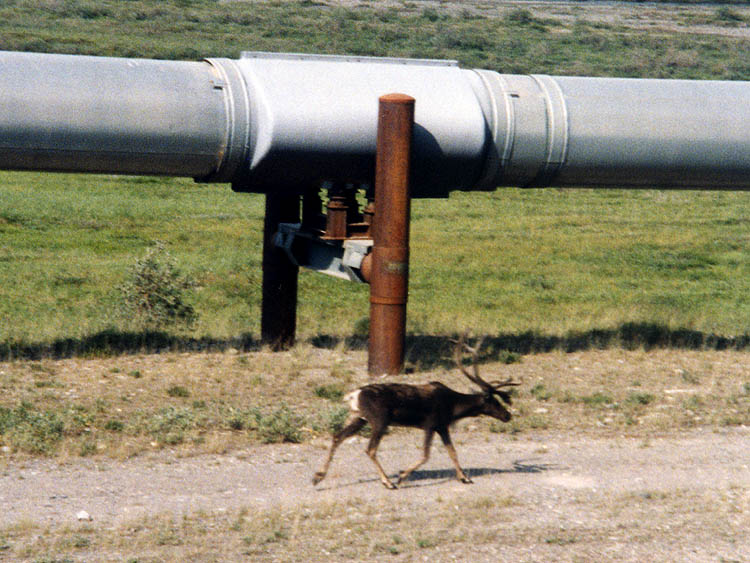
ブルックスレンジの北、パイプラインの横を通るカリブー

思いがけない石油の発見があってから州の一人当たりの収入は上昇し、名目上はすべての地域が恩恵を受けた。アラスカの指導者の間にはかつて毛皮や金が枯渇したときにアラスカが陥った経済的苦境の二の舞に陥ってはならないという思いが強くあった。1976年、アラスカの人々は州憲法を改正してアラスカ永久基金を設立した。これは州の鉱物資源の関連事業とトランスアラスカパイプラインから得られる税収の一部を「すべてのアラスカ人の利益のために」投資するものである。ミネラルリース (土地所有者が掘削業者から得られる対価) の収益の25%は基金に入れられ、基金が生んだ利益は三つの方法で分配される。資格のある全ての住民に分配金を渡す、インフラ整備に使う、州議会の基金にいれる、である。アラスカ永久基金はアメリカで最も多くの金額をプールしている基金で、合衆国政府に対して最も多くの貸付を行っている基金でもある。1993年以来、基金は生産量が減少して21世紀の早い時期に枯渇するといわれているプルドー・ベイの油田よりも収益を上げている。2005年3月現在、基金の価値は300億ドルにもなる。

### 現在のアラスカ
1983年より前の時期、アラスカには四つの異なるタイムゾーンがあった。最東南部の太平洋標準時 (UTC-8)、ジュノー周辺のユーコン標準時 (UTC-9)、アンカレジとフェアバンクス周辺のハワイ標準時 (UTC-10)、ノームとアリューシャン列島のベーリング標準時 (UTC-11) である。1983年、タイムゾーンは二つに減らされた。つまり、大陸部の全てとアリューシャン列島東部がUTC-9時間となり、残りのアリューシャン列島はUTC-10時間となったのである。二つのタイムゾーンはそれぞれアラスカ標準時、ハワイ・アリューシャン標準時と改名された。
20世紀の後半、観光がアラスカの重要な収入源となった。第二次大戦中アラスカに配属された兵士たちが故郷でその自然の美しさを称え、噂を聞いた多くの人々がやって来たのである。戦争中に建設されたアルカンハイウェイと1963年に完成したアラスカ湾岸高速道路はアラスカへのアクセスを良くした。現在年間140万人の観光客がアラスカにやってくるおかげで観光は今や巨大産業に発展した。デナリ国立公園、カトマイ国立公園、グレイシャー湾、ケナイ半島が観光客を惹きつけてやまない。野生動物の観察は人気があるが、荒野に行く人はあまりいない。
アラスカ経済にとって観光が重要になるにつれ、自然保護も重要な課題として浮かび上がってきた。アラスカの人々は開発と自然保護のバランスを取ろうとしていて、概ねうまくいっている。1980年のアラスカ国土保護法 (ANILCA) で新たに多くの地域が保護の対象になり、現在ではアメリカの国立公園の3分の2がアラスカにある。
アラスカは死刑を一度も執行したことのない数少ない州のひとつであるが、1900年から1957年までで、8人が市民組織によって処刑されている。1957年アラスカが州になる二年前に死刑は廃止されている。

#### 国際航空網の拠点
冷戦はベーリング海の両岸であるアメリカ領のアラスカとソ連領のシベリアとの間の交流を閉ざし、イヌイットは民族の分断を強いられたが、アラスカには新たな可能性ももたらした。1957年、スカンジナビア航空はアラスカ中部のアンカレッジ国際空港(現テッド・スティーブンス・アンカレッジ国際空港)を経由し、日本の東京とデンマークのコペンハーゲンを結ぶ北回りのヨーロッパ航空航路（ポーラールート）を開設した。ソ連領空の上空通過が禁止、あるいは解禁後も厳しく規制された反面、航空機の性能が向上し北極圏上空を通過する酷寒・長距離運航が可能となった1960年代から1980年代にかけて、アラスカは東アジアと西ヨーロッパや北アメリカを結ぶ航空路の中継地として重要になり、空港の拡充や物流拠点の整備が進んだ。また、1983年にはアンカレッジから大韓民国のソウルへ向かった大韓航空の旅客機がソ連領空に侵入し、ソ連空軍機により撃墜される大韓航空機撃墜事件が発生した。
1980年代末以降、ソ連やその後継のロシア連邦が自国上空を開放し、東アジアから西ヨーロッパへ無着陸で飛行可能な旅客機が登場したため、ポーラールートを利用する旅客便はほとんど無くなったが、貨物機はアンカレッジに寄港する例がまだ多く、アラスカは未だに重要な地位を占めている。また、ロシアとの交流が復活した他、定期旅客便が消滅した日本との間にもチャーター便が運航され、サーモン釣りなどの豊かな大自然やオーロラ見学などを楽しむ観光客を中心にした交流が、アラスカ州政府日本支局などを中心にして試みられている。

#### エクソン・バルディーズ号の原油流出事故
1989年3月24日、プリンス・ウィリアム湾を航行していたタンカーエクソン・バルディーズ号が1100万ガロンに上る原油を漏らし、1800キロに亘って海岸線が汚染された。アメリカ魚類野生動物局によれば、少なくとも30万羽の海鳥、2000頭のラッコが原油流出によって死んだ。エクソンは清掃作業に最初の年だけで20億ドルを使い、1989年の夏までにプリンスウィリアム湾の海岸線で12000人が作業に当たった。ブルドーザーで黒くなった海岸を掘り、小さな油の玉を吸引機で吸い取り、熱湯で砂を洗い、石を手作業で磨き、海藻をかき集め、油を分解する微生物の繁殖を促す科学肥料を撒いた。
原油流出事故は国際世論を喚起し、清掃のボランティア達でバルディーズのホテルとキャンプ場はいっぱいになった。おかげでバルディーズは景気が良かったが、他の地域では観光産業が打撃を受けた。エクソンは州と国の機関と連携しながら清掃作業を90年代前半まで続けた。スミス島など一部の地域では人間の作業よりも冬の嵐の方が海岸をきれいにしてしまった。政府の研究によれば、原油だけではなく鳥や動物の生態への理解を欠いた清掃作業自体も湾の環境に重い後遺症を与えた。プリンスウィリアム湾は回復したように思われるが、科学者の間ではまだ見解が分かれている。
住民に対して、エクソンは十年間で九億ドルを払い、新たに発見された被害について一億ドルを払った。石油、化学、ウラン鉱の労働組合は、全国で約四万人の労働者を動員して議会が国の包括的なエネルギー政策を法文化するまでは北極野生生物保護区 (ANWR) での石油掘削に反対すると宣言した。事故の後、アラスカ州知事のスティーブ・カウパーは、原油を積載した全てのタンカーはバルディーズからプリンスウィリアム湾を出るまで二隻のタグボートに付き添わせることを求める行政命令を出した。この計画は1990年代半ばにはさらに強化され、二隻のうち一隻は全長64mの護送対応船 (ERV) にすることになった。バルディーズのタンカーの大部分はまだ単船殻 (Single-Hull) だが、議会は2015年までには全てのタンカーを複船殻 (Double-Hull) にするべきという法案を可決した。

#### 北極保護区での石油掘削に関する論争
1990年代、大統領ジョージ・H・W・ブッシュのエネルギー法案は北極野生生物保護区での石油掘削を認めるものだったが、民主党上院議員が議事妨害をして投票を阻止した。1995年、共和党は巻き返しを図るが、大統領ビル・クリントンは予算案について拒否権を発動し、今後ANWRを開発することを許すいかなる法案にも拒否権を使うことを明言した。掘削賛成派はANWRには160億バレルの原油埋蔵量があると主張したが、これはアメリカ地質調査所の調査の最も埋蔵量が多い場合のデータであり、技術的には5%しか掘削できないということが分かっている。反対派は30億バレルしかないと言っているが、調査の最小埋蔵量34億バレルより過小評価されている。
アメリカ地質学研究所の報告の要旨は、ANWRには以前に考えられていたほどの石油はなくしかもそのほとんどが州西部のカニング川近くのセクション1002地域に集中しているというものだった。アラスカ西海岸産の原油価格は1998年の1バレル12.54ドルから2000年9月には37.22ドルに跳ね上がったためクリントンは戦略備蓄石油を放出した。アル・ゴア副大統領はカニング川沿いの採掘を拒んだが、石油ビジネスの経験者ジョージ・W・ブッシュとディック・チェイニーは1002地域での掘削を頑固に唱え続けた。2000年12月、沿岸警備隊はアリエスカ社がバルディーズ港で繰り返し安全基準違反を犯していたと告発し、原油の値段は再び跳ね上がった。同年半ば、下院は採掘を認める法案を可決したが、2002年4月上院によって否決された。2005年3月法案は再び下院に提出され可決された。上院は2006年度予算の一部として採掘のための基金を作る法案を2005年3月16日にすでに可決していた。2005年11月3日、上院はアラスカでの採掘を認めた。しかし、11月10日の採決で、下院は共和党穏健派の支持を失うことを恐れてANWRでの採掘を許可する条項を削除した。